# Franz Altenbacher
Franz Altenbacher (* 7. Februar 1862 in Mattelsberg (Marktgemeinde Großklein); † 8. November 1936 in Graz) war ein österreichischer Politiker (Großdeutsche Vereinigung, Großdeutsche Volkspartei) und Grundbesitzer.

## Berufsleben
Nach Absolvierung der Volksschule und der ersten Klasse der Realschule war er als Müller tätig.

## Politik
Altenbacher war Gemeindevorstand von Wolfsberg. Vom 4. März 1919 bis zum 9. November 1920 war er Mitglied der Konstituierenden Nationalversammlung und vom 10. November 1920 bis zum 12. Juli 1923 während der I. Gesetzgebungsperiode Abgeordneter im Nationalrat für die Großdeutsche Volkspartei.